# Revenge (film, 1918)

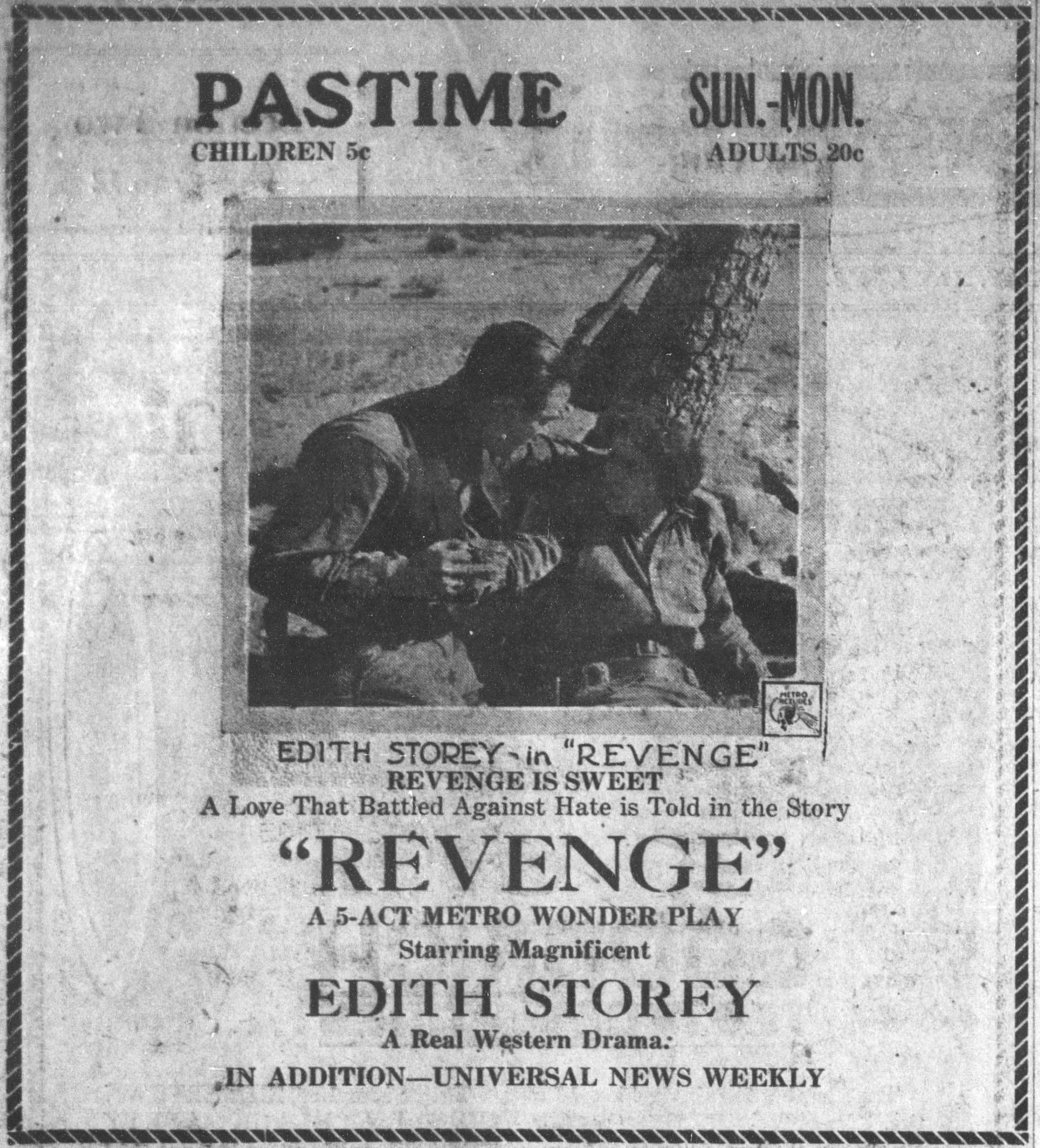
Publicité pour le film Revenge (1918)

Pour les articles homonymes, voir Revenge.
Revenge est un film muet américain réalisé par Tod Browning et sorti en 1918.

## Synopsis
Alva Leigh arrive dans l'Ouest pour retrouver son fiancé mais elle apprend sa mort. Elle est alors déterminée à trouver son meurtrier en aidant Dick Randall dans ses investigations.

## Fiche technique
- Réalisation : Tod Browning
- Scénario : H. P. Keeler, William Parker, d'après un roman de Edward Moffat
- Chef-opérateur : William C. Thompson
- Date de sortie : États-Unis : 25 février 1918

## Distribution
- Edith Storey : Alva Leigh
- Wheeler Oakman : Dick Randall
- Ralph Lewis : 'Sudden' Duncan
- Alberta Ballard : Riger Lil
- Charles West : Donald Jaffray